# أوليف هيغينز بروتي
أوليف هيغينز بروتي (بالإنجليزية: Olive Higgins Prouty) (10 يناير 1882، ورسستر في الولايات المتحدة - 24 مارس 1974، بروكلين في الولايات المتحدة)؛ كاتِبة وشاعرة أمريكية. درست في كلية سميث.